# Wilhelm Posse
Wilhelm Posse (Bydgoszcz, 15 d'octubre de 1852 - Berlín, 20 de juny de 1925) fou un arpista i compositor polonès d'ètnia alemanya.
Va rebre la seva formació inicial del seu pare, un flautista i músic militar, però s'ensenyà a l'arpa sense professor, perfeccionant després els seus coneixements en aquest instrument sota la direcció de Ludwig Grimm i en l'Acadèmia Kullak de Berlín. Als vuit anys (1860) aparegué acompanyant Adelina Patti, i llavors fou contractat en l'orquestra de l'Òpera de Tbilisi, on hi va romandre dos anys, retornant després a Berlín. Des de 1872 fins a 1903 fou arpista de la Reial Òpera i des de 1890 professor de l'Escola Superior de Música de Berlín. i el 1860 aparegué acompanyant Adelina Patti.
Va publicar diversos exercicis com: Etude in C major; Scherzo; Thema mit variationen, i peces de concert per a arpa i arranjà per aquest instrument algunes composicions de Liszt.